# Ligne Tornio-Haparanda
La ligne Tornio – Haparanda, construite en 1919, fait partie des réseaux ferroviaires finlandais et suédois. La frontière nationale est franchie au niveau du pont ferroviaire sur la rivière Torne. La longueur de la voie est d'environ quatre kilomètres. De nos jours, seul le trafic de marchandises est effectué sur ces rails.

## Histoire
La courte ligne frontalière, passant par le pont ferroviaire du Torne, entre la Finlande et la Suède est mise en service le 6 octobre 1919.

## Infrastructure
Il existe un système à quatre rails sur la voie entre les gares de triage de Haparanda et Tornio, car la largeur de la voie sur les systèmes finlandais et suédois est différente (1 524 millimètres en Finlande et 1 435 millimètres en Suède). La différence entre les deux largeurs de voie (89 mm) est trop faible pour s'adapter à une voie à trois rails. Les voies normales ne parcourent que quelques kilomètres jusqu'à une gare de marchandises et la gare de Tornio. Il en va de même pour la voie large en Suède. Au sein des dépôts de marchandises, les voies larges et les voies normales sont séparées et ne se chevauchent pas.
La ligne se connecte à Haparanda à la ligne Haparandabanan et à Tornio à ligne d'Oulu à Tornio et à la ligne de Tornio à Kolari. Une piste latérale d'environ huit kilomètres de long avec de larges pistes relie Tornio à Röyttä (fi), le port de Tornio.

## Exploitation
La gestion du trafic des itinéraires à large bande s'effectue depuis la Finlande et la gestion du trafic des tronçons de voie normaux depuis la Suède, quel que soit le pays dans lequel la voie est située . Ceci est fait pour que chaque conducteur n'ait qu'un seul contrôle de la circulation, dans sa propre langue. Pour le tronçon à voie double, les voies de circulation peuvent s'entendre et libérer un train à la fois. Certaines règles suédoises s'appliquent sur la piste finlandaise et vice versa. D'autres règles s'appliquent strictement dans chaque pays.
En Espagne notamment, une technologie a été développée avec laquelle il est possible de changer l'écartement des voies du train sans changer les roues ou les essieux sous le train. La technologie peut également être utilisée sur les trains à grande vitesse (jusqu'à 250 km/h). La technologie a été testée à Tornio / Haparanda, mais dépréciée à la suite de problèmes de glace et de neige. Si un seul essieu gèle, le train s'arrête[réf. nécessaire].